# Magne d'Anagni
Magne d'Anagni o de Trani (finals del segle ii, Trani - † 19 d'agost de 251, Ceccano) fou bisbe de Trani. És venerat com a sant i màrtir a l'Església Catòlica i la seva festa se celebra el 19 d'agost, dia de la seva mort. La figura de Sant Magne està connectada amb la difusió del cristianisme a la terra de Laci i a la construcció de la catedral d'Anagni.

## Hagiografia
Magne era originari de Trani i va viure entre finals del segle ii i començaments del segle iii, quan era nen es va convertir al cristianisme i fou batejat pel bisbe Redent. El van fer més endavant bisbe de Trani, però es va veure obligat a fugir a causa de la persecució contra els cristians. Va anar a Roma seguint la Via Àpia, per venerar les tombes dels apòstols Pere i Pau. Durant la seva visita pastoral va predicar l'Evangeli a moltes ciutats del Laci i en particular a Laci, incloent-hi Anagni, on va batejar Santa Secondina.
Els sicaris responsables de la persecució dels cristians, seguint ordres de l'emperador Valerià I, van trobar Magne en una petita església on més tard van construir una abadia dedicada a ell, prop de Fondi. Van cremar i saquejar els objectes litúrgics sagrats i van tractar de forçar el bisbe a abandonar la religió cristiana i realitzar sacrificis en honor dels déus pagans. Magne va demanar i obtenir permís per pregar per últim cop a la capella, i tres dies més tard, quan els soldats van venir a emportar-se'l, el van trobar mort als peus de l'altar. Van colpejar el seu cos i el van decapitar el 19 d'agost del 251.

## Culte
Les seves restes foren deixades a la ciutat de Fondi, fins que un magistrat romà, el tribú Plató que era cristià, el va traslladar a Veroli, on fou enterrat a la cripta de la Basílica de Santa Salomé.
Al segle ix, durant les invasions dels sarraïns, un grup d'àrabs dirigit per Muca, va ocupar la ciutat de Veroli i va emprar la cripta del sant com establia per als cavalls. L'endemà al matí, quan es van dirigir a la cripta, es van trobar tots els cavalls morts i van atribuir l'incident a un càstig del sant per profanar-ne la tomba. Tanmateix, Muca, coneixent la devoció de la ciutat d'Anagni envers Sant Magne, va voler vendre a la ciutat les relíquies del sant a un preu molt alt. Anagni va acceptar-hi i el cos de Sant Magne fou rebut a la ciutat i enterrat en una cripta, que és el nucli de la catedral original. S'hi van pintar després la història de la persecució, mort i translació de les seves relíquies a Anagni, a més de cinc miracles realitzats per Magne després de mort.
La tradició popular diu com a través de diverses aparicions el sant indicava on buscar les seves restes. Finalment van trobar el seu cos durant la demolició de l'antiga església d'Anagni.